# Fort carré et tour de l'Étoile
Le fort carré et la tour de l'Étoile (ou fort rond ou jadis fort des moulins)  sont un ensemble d'ouvrages défensifs du XVIIIe siècle situé à Collioure, dans le département français des Pyrénées-Orientales.

## Description
Situés au lieu-dit Lulle, le fort carré et la tour de l'Étoile sont construits à proximité l'un de l'autre et communiquent par un double chemin couvert. Le fort carré est entouré d'un profond fossé creusé dans la roche. Au pied de la tour de l'Étoile sont disposés deux remparts en équerre .

## Histoire
Le fort carré et la tour de l'Étoile sont construits tous deux en 1725, faisant partie du même ensemble de défense.
Propriétés de l'État par le Conservatoire du littoral, ces deux forts et le chemin qui les relie font l’objet d’un classement au titre des monuments historiques depuis le  11 février 1991.

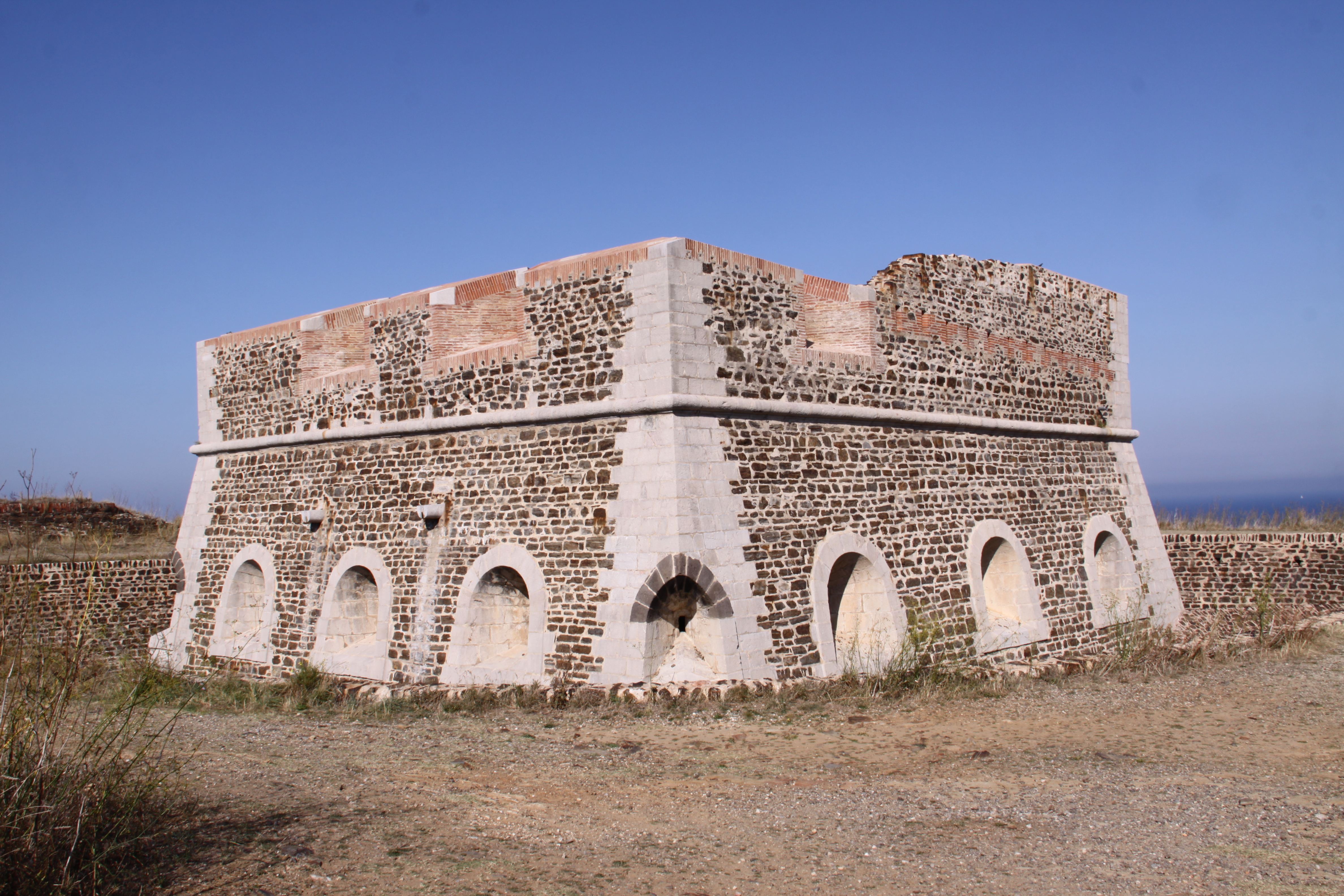
Le fort carré.
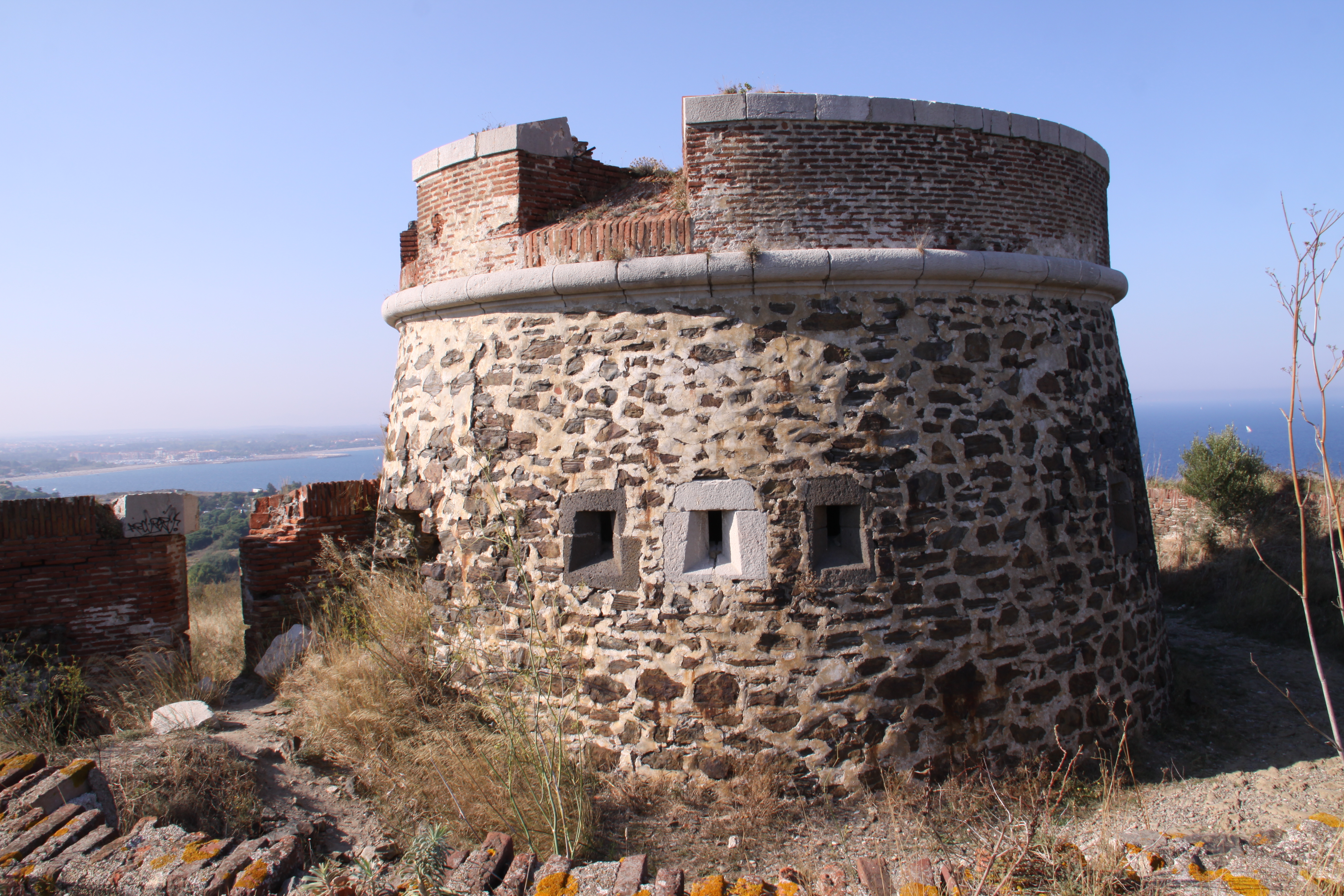
La tour de l'Étoile.